# Meles canescens
Il tasso del Caucaso (Meles canescens Blanford, 1875), una delle quattro specie del genere Meles, è un carnivoro della famiglia dei Mustelidi. Fino a poco tempo fa era considerato una sottospecie del tasso europeo (Meles meles), ma una recente indagine morfologica del cranio e dei denti, e soprattutto le analisi del DNA mitocondriale e nucleare, hanno dimostrato che merita lo status di specie a parte. M. meles arcalus (Creta), M. meles rhodius (Rodi) e M. meles severzovi (valli dell'alto Amu Darya e del Pjandž, valle di Fergana e regioni circostanti il Pamir-Alaj) vengono attualmente considerati sinonimi di Meles canescens.

## Descrizione
Il tasso del Caucaso è molto simile al tasso europeo, ma ha la struttura un po' più leggera ed è significativamente più piccolo. Anche la maschera facciale bianca e nera è simile. La capsula ossea formata dall'osso temporale e dalle parti circostanti dell'orecchio medio e interno (bolla uditiva) è appiattita, il muso è più corto, la mascella inferiore è più piccola. Si differenzia dal tasso asiatico per la forma dei molari superiori (netta separazione tra metacono e metaconulo), i canini superiori più grandi, gli archi zigomatici più stretti e la bolla uditiva più ampia. Il primo premolare superiore è spesso assente, mentre solitamente è presente il primo premolare inferiore (assente nel tasso asiatico). Il secondo premolare inferiore è grande e di solito ha un solo canale radicolare, più raramente due. Nel tasso europeo questo dente possiede di solito due canali radicolari.

## Distribuzione geografica
Il tasso del Caucaso si trova nel Caucaso (Armenia, Georgia e Azerbaigian) e ai piedi settentrionali della catena, in Asia Minore, Iran, Iraq, Siria, Libano, Israele, nel nord dell'Afghanistan, in Turkmenistan, Kirghizistan, Uzbekistan e Tagikistan, nonché sulle isole mediterranee di Creta e Rodi. Ad est del mar Caspio, i deserti del Karakum e del Kyzylkum separano l'areale del tasso del Caucaso da quello del tasso asiatico (M. leucurus). La zona di contatto tra le due specie si trova sui monti occidentali del Tian Shan; in questo punto, il tasso del Caucaso vive prevalentemente in montagna, mentre il tasso asiatico predilige pianure e semi-deserti. La zona di contatto tra gli areali del tasso europeo e del tasso del Caucaso non è stata ancora chiaramente definita. In alcune zone dei contrafforti del Caucaso le due specie potrebbero manifestarsi simpatriche e possibilmente ibridarsi.